# Édouard Huberti

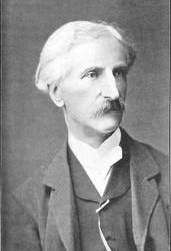
Édouard Huberti

Édouard Jules Joseph Huberti (Bruselas, 6 de enero de 1818 - Schaerbeek, 12 de junio de 1880) fue un paisajista y acuarelista belga. Se le cuenta entre los precursores de la Escuela de Tervuren.

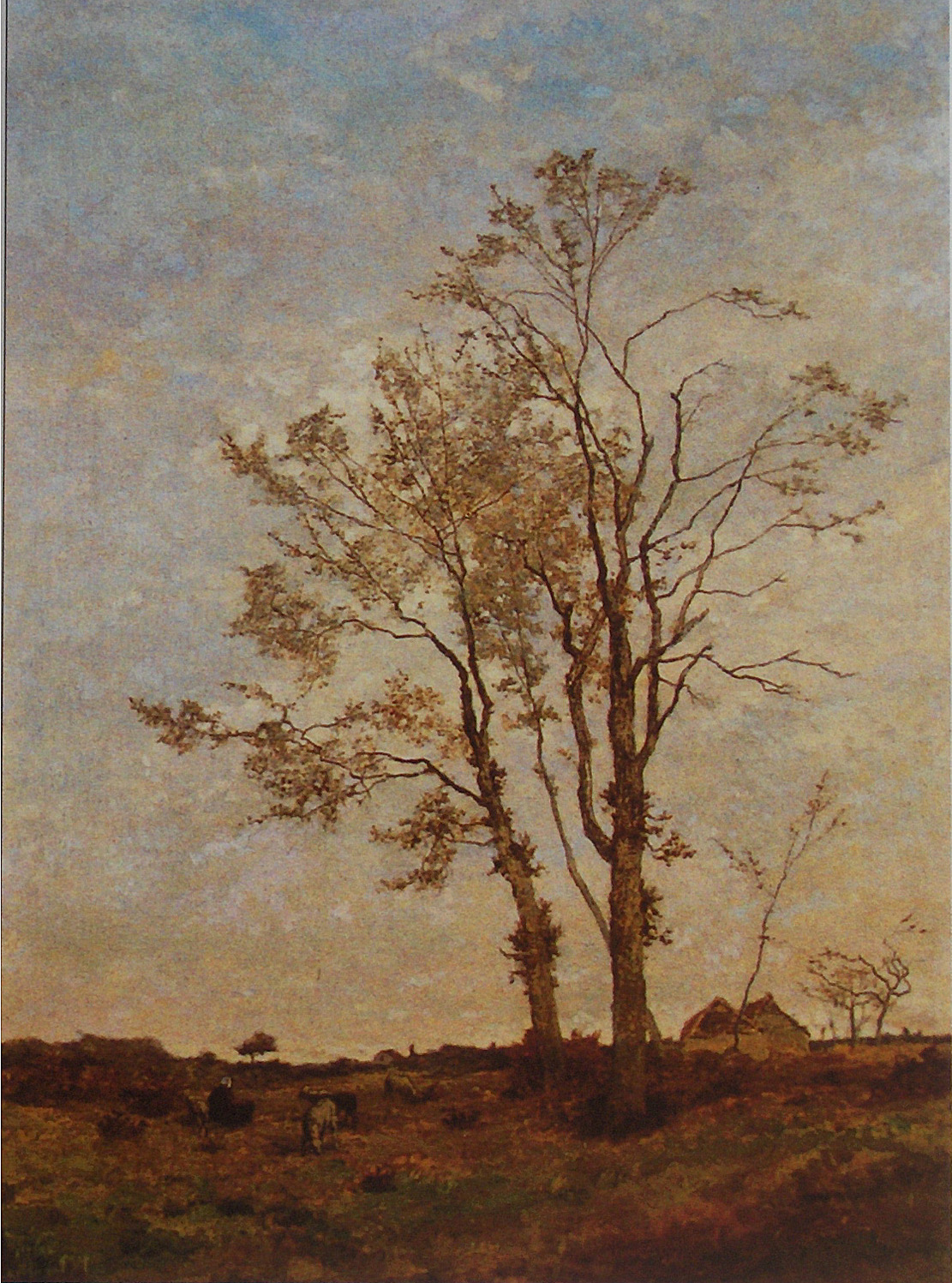
"Otoño"

## Trayectoria
Estudió arquitectura en la Academia de Amberes, donde recibió un premio. También fue poeta y músico de talento, cantante clásico y violinista. Incluso escribió varias operetas. Posteriormente se convirtió en profesor de música.
Como pintor fue una “vocación tardía”. Se conoce una obra temprana suya de 1837. Es un óleo sobre cartón y representa la Pequeña Flossedelle en Tervuren. Para entonces ya había descubierto el Bosque de Soignes, como varios otros pintores bruselenses.
Sin embargo, solo comenzó a pintar profesionalmente alrededor de 1860 y renunció a su trabajo como profesor de música. En las décadas de 1850 y 1860, siguiendo los principios de la escuela francesa de Barbizon, varios pintores abandonaron los métodos académicos y comenzaron a pintar al aire libre. En ese momento, tales obras no podían contar con mucha comprensión en los Salones de Bruselas. En la valoración del jurado y del público, las escenas históricas ocupaban los primeros puestos, seguidas de los retratos. Los paisajes, las naturalezas muertas y las pinturas de animales eran vistas más bien con desdén y tenían en las revistas de arte solo breves comentarios.
Huberti se convirtió en alumno del paisajista Théodore Fourmois, que apenas le llevaba cuatro años. Fourmois, quien también fue consejero de Joseph Coosemans, viajaba regularmente con Huberti al pueblo rural de Tervuren. Iban allí por la naturaleza para dibujar y pintar de una manera realista. Huberti perteneció así, junto con Fourmois, a la primera generación de paisajistas belgas que defendieron este estilo. Las obras de Huberti fueron apreciadas por la colonia de pintores de Tervuren y Alphonse Asselbergs se convirtió allí en su alumno. Por la noche, estos artistas se sentaban en la posada “In den Vos” en Tervuren y hablaban entre ellos sobre sus puntos de vista sobre la pintura. Es durante este período que surge la Escuela de Tervuren y que, a través de sus predecesores Fourmois y Huberti, Hippolyte Boulenger y Joseph Coosemans se convierten en grandes paisajistas. Esta Escuela sentó las bases para una pintura de paisaje renovada en Bélgica en el siglo XIX.

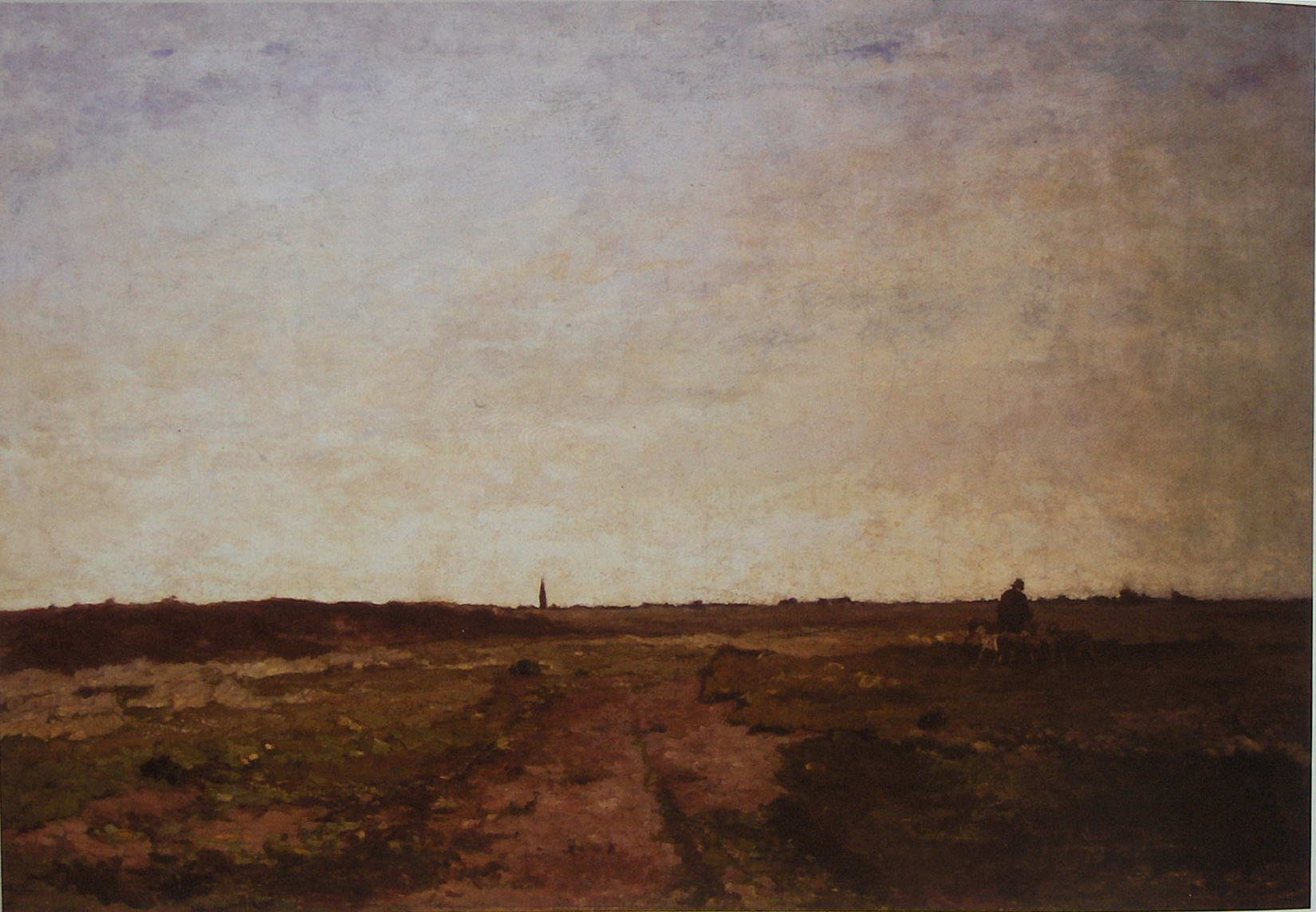
"Llanura en el Kempen con pastor y ovejas"

Pero, a diferencia de Fourmois, a quien le gustaba pintar grupos de árboles, Huberti añoraba la representación de llanuras abiertas y monótonas con solo algún árbol aquí y allá, dominadas por un cielo nublado gris y cambiante. Después de unos años, dejó Tervuren y eligió las amplias llanuras de la campiña flamenca en Amberes y Limburg Kempen (incluido Genk) y a lo largo de Scheldepolders. También pintó en el Hainaut y en el valle del Mosa alrededor de Anseremme. Por lo tanto, también está incluido en la Colonia de Anseremme.
Mostró sus obras por primera vez en 1857 en el Salón de Bruselas. Su trabajo impresionó en la Exposición Universal de 1862 en Londres. En 1864 participó en una exposición de artistas organizada por el círculo de arte de Bruselas Cercle Artistique et Littéraire.
Se convirtió en miembro fundador del círculo de arte de Bruselas Société Libre des Beaux-Arts en 1868 y también fue miembro de la Société Royale Belge des Aquarellistes. Pero por su carácter más bien tímido, no se involucraba mucho en las polémicas suscitadas en estos círculos, aunque sí exponía en sus salones. Llevó una vida bastante retraída.
En 1873, Huberti pintó una grisalla “La ráfaga de viento” para la repisa de la chimenea de su hijo Alphonse.
Más tarde, Huberti recibió críticas muy favorables, como en "L'Art Universel" del 1 de julio de 1873.
En 1874 hizo un viaje a Francia y se incorporó a la Escuela de Barbizon .
En 1876 fue invitado a unirse a Hollandsche Teekenmaatschappij, contraparte holandesa del círculo de arte de Bruselas Société Royale Belge des Aquarellistes.
Hacia el final de su vida se volvió cada vez más melancólico y finalmente estuvo muy deprimido. Durante ese período pintó naturalezas muertas con flores. Sin embargo, estas obras carecen de originalidad y no resisten la comparación con sus paisajes.

## Estilo
Sus pinturas están claramente concebidas en estilo realista, pero como su ejemplo el paisajista francés Camille Corot, también puede introducir un cierto elemento poético y una gran naturalidad en sus obras. Consigue una atmósfera íntima y melancólica mediante el uso de un toque suelto, medios tonos y una paleta de colores suaves y oscuros. No se puede detectar fácilmente un gradiente en su estilo porque pintó casi siempre los mismos temas y casi nunca fechó sus obras. El único desarrollo que se puede descubrir es una pincelada gradualmente más amplia. Pero nunca llegó a la técnica utilizada por los impresionistas.

## Museos
La obra de Huberti se encuentra en los museos de Amberes, Bruselas, Ixelles, Nivelles, Pau y Montreal.

## Familia
Su hijo Gustave Huberti (1843-1910) heredó el talento musical de su padre y se convirtió en un músico y compositor de renombre. Fue autor de varias cantatas, oratorios, obras sinfónicas y canciones en flamenco. La escritora flamenca Marie-Elisabeth Belpaire era su sobrina.